# Rossville, Queensland
Rossville är en ort i Australien. Den ligger i kommunen Cook och delstaten Queensland, omkring 1 500 kilometer nordväst om delstatshuvudstaden Brisbane. Antalet invånare är 285.
Trakten är glest befolkad. Det finns inga andra samhällen i närheten. 
I omgivningarna runt Rossville växer i huvudsak städsegrön lövskog. Genomsnittlig årsnederbörd är 1 556 millimeter. Den regnigaste månaden är mars, med i genomsnitt 390 mm nederbörd, och den torraste är september, med 11 mm nederbörd.